# Djuma Shabani
Djuma Shabani, né le 16 mars 1993 à Kindu, est un footballeur international congolais qui évolue au poste d'arrière droit au Young Africans.

## Biographie

### En club
Il participe à plusieurs reprises à la Ligue des champions d'Afrique et à la Coupe de la confédération. Il atteint avec l'AS Vita Club la finale de la Coupe de la confédération en 2018, en étant battu par le Raja de Casablanca.

### En équipe nationale
Il reçoit sa première sélection en équipe de république démocratique du Congo le 24 mars 2019, contre le Liberia. Ce match gagné 1-0 rentre dans le cadre des éliminatoires de la Coupe d'Afrique des nations 2019.

## Palmarès
- Finaliste de la Coupe de la confédération en 2018 avec l'AS Vita Club
- Champion de RD Congo en 2018 avec l'AS Vita Club
- Vice-champion de RD Congo en 2019 avec l'AS Vita Club